# 7933 Magritte
7933 Magritte este o planetă minoră (asteroid), cu un diametru de 2,995 km, din centura de asteroizi. A fost descoperită pe 3 aprilie 1989 la Observatorul European Austral de Eric Walter Elst și a fost numită după René Magritte. 
Obiectul prezintă o orbită caracterizată de o semiaxă mare de 2,3283443 UAi, o excentricitate de 0,08, o înclinație de 6,39964 ° în raport cu ecliptica.